# Alfred Dalinskolan
Alfred Dalinskolan är en grundskola i Huskvarna i Jönköpings kommun i Sverige. Den har sitt ursprung i Huskvarna centralskola.

## Historik
Huskvarna centralskola bildades 1896 som högre folkskola och blev sedan kommunal mellanskola och därefter samrelaskola som las ner 1961 och ersattes av ett högstadium. Samma år infördes ett försöksgymnasium som 1966 namnändrades till Gymnasiet vid Alfred Dalinskolan och 1970 flyttades gymnasieverksamheten över till Sandagymnasiet.
Vårterminen 1999 gjordes Alfred Dalinskolan om till en 1-9-skola vid namn Alfred och Anna Dalinskolan, där de mindre barnen går på "Anna Dalin-skolan" och de större barnen på Alfred Dalinskolan. Namnet Alfred Dalinskolan kommer av Alfred Dalin. Namnet Anna Dalinskolan kommer av Alfred Dalins fru. Då även Sandagymnasiet upphörde att vara grundskola så fick även de eleverna flytta ner till Alfred Dalin skolan 2007.

## Verksamhet
Alfred Dalinskolan har ca 730 elever i klasserna 7-9. 2010 införde skolan en speciell musik-klass som inriktar sig speciellt mycket på musik, eleverna har mer musik generellt och musik istället för vissa lektioner så som elevens val och har, detta blev mycket populärt. Skolan har också varit med i Selma Lagerlöfs bok Nils Holgerssons underbara resa genom Sverige.